# 堀尾則光
堀尾 則光（ほりお のりみつ、1954年1月9日 - ）は、日本の実業家。株式会社第一生命保険代表取締役副社長・業務部、営業人事部、業務人財開発部、マーケット統括部を管掌している。国際商科大学商学部卒業。

## 経歴
- 1978年  3月 国際商科大学商学部卒業
- 1978年  4月 第一生命保険相互会社入社
- 1999年  4月 大阪業務推進部長
- 2003年  4月 業務企画部長
- 2005年  4月 執行役員　保有業務部長兼業務企画部長
- 2008年  4月 常務執行役員　品質保証本部長兼品質管理推進部長
- 2013年  4月 専務執行役員
- 2013年  6月 取締役専務執行役員
- 2014年  4月 代表取締役専務執行役員
- 2015年  4月 代表取締役副社長執行役員